# Mostafa Amr Hassan
Mostafa Amr Ahmed Ahmed Hassan (arabisch مصطفى عمرو حسن, DMG Muṣṭafā ʿAmr Ḥasan; * 16. Dezember 1995 in Kairo) ist ein ägyptischer Leichtathlet, der sich auf das Kugelstoßen spezialisiert hat und in dieser Disziplin aktueller Inhaber des Landesrekordes ist.

## Sportliche Laufbahn
Erste internationale Erfahrungen sammelte Mostafa Amr Hassan 2014 bei den Arabischen Juniorenmeisterschaften in Kairo, bei denen er mit der 6-kg-Kugel mit einer Weite von 21,79 m die Goldmedaille gewann. Anschließend belegte er bei den Juniorenweltmeisterschaften in Eugene mit 19,20 m den achten Platz. Im Jahr darauf siegte er bei den Arabischen Meisterschaften in Madinat Isa mit 19,22 m und schied anschließend bei den Weltmeisterschaften in Peking mit 19,65 m in der Qualifikation aus. 2016 gelangte er bei den Hallenweltmeisterschaften in Portland mit 19,81 m auf Rang 13 und 2017 schied er bei den Weltmeisterschaften 2017 in London mit 19,23 m erneut in der Qualifikation aus. 2018 nahm er an den Mittelmeerspielen in Tarragona teil und wurde dort mit 18,35 m im Finale Elfter. 2019 siegte er bei den Arabischen Meisterschaften in Kairo mit 20,60 m und gewann anschließend bei den Afrikaspielen in Rabat mit einem Stoß auf 20,74 m die Bronzemedaille hinter dem Nigerianer Chukwuebuka Enekwechi und seinem Landsmann Mohamed Magdi Hamza. Anfang Oktober schied er bei den Weltmeisterschaften in Doha mit 20,55 m in der Qualifikation aus und belegte im Anschluss bei den Militärweltspielen in Wuhan mit 20,11 m den siebten Platz. 2021 nahm er erstmals an den Olympischen Spielen in Tokio teil und klassierte sich dort mit 20,73 m im Finale auf dem achten Platz.
2023 verbesserte er nach einem Ruhejahr den ägyptischen Landesrekord auf 21,65 m und siegte dann im Juni 20,63 m bei den Arabischen Meisterschaften in Marrakesch, ehe er mit 20,52 m auch bei den Panarabischen Spielen in Algier. Im August belegte er bei den Weltmeisterschaften in Budapest mit 20,17 m im Finale den zehnten Platz. Im Jahr darauf wurde er bei den Hallenweltmeisterschaften in Glasgow mit 19,88 m 14 und anschließend gewann er bei den Afrikaspielen in Accra mit 20,60 m die Silbermedaille hinter dem Nigerianer Chukwuebuka Enekwechi. Im Juni gewann er bei den Afrikameisterschaften in Douala mit 20,25 m ebenfalls die Silbermedaille hinter Enekwechi, ehe er bei den Olympischen Sommerspielen in Paris mit 19,70 m den Finaleinzug verpasste.
In den Jahren 2019, 2021 und 2024 wurde Hassan ägyptischer Meister im Kugelstoßen.